# 亚历山德里亚 (卡明-卡希尔斯基区)
亚历山德里亚（烏克蘭語：Олександрія），是烏克蘭西部沃倫州卡明-卡希尔斯基区索希奇内市镇内的村落。面積1.7平方公里，海拔高度163米，2024年人口151，人口密度每平方公里112.68人。